# Christopher O'Neill
Christopher Paul O'Neill (* 27. června 1974 Londýn) je americký podnikatel narozený ve Spojeném království, manžel švédské princezny Madeleine.

## Život
O'Neill se narodil americkému investičnímu bankéři Paul Cesariu O'Neillovi (1926–2004), který přišel do Londýna založit evropskou pobočku investiční banky Oppenheimer & Co, a Evě Marii, rozené Walterové, (* 1940) původem z Rakouska. Manželství rodičů bylo pro otce druhé a pro matku třetí. Má pět vlastních polorodých sester, po otci Stefanii, Annalisu a Karen, po matce Tatjanu d'Abo a hraběnku Nataschu von Abensberg-Traun.
Navštěvoval školu v St. Gallenu ve Švýcarsku. Má bakalářský titul z mezinárodních vztahů z Bostonské univerzity a MBA z Columbia Business School.
S princeznou Madeleine se poprvé objevili na veřejnosti v lednu 2011. V říjnu roku 2012 oznámili, prostřednictvím videa na internetových stránkách královské dvora, své zasnoubení. Svatba se konala 8. června 2013 v Královské kapli v Královském paláci ve Stockholmu.
V září roku 2013 královský dvůr oznámil, že princezna Madeleine je těhotná s jejich prvním dítětem. Její královská Výsost princezna Leonore Lilian Maria Švédská, vévodkyně z Gotlandu, se narodila 20. února 2014. Její křest proběhl v den prvního výročí svatby jejích rodičů. V prosinci roku 2014 bylo oznámeno, že princezna Madeleine je těhotná s jejich druhým dítětem. Druhý potomek páru, Jeho královská Výsost princ Nicolas Paul Gustaf, vévoda z Ångermanlandu, se narodil 15. června 2015 ve Stockholmu. Rodina se poté přestěhovala do Londýna, kde v současné době žije a kde žije i matka Christophera O'Neilla.
Christopher O'Neill nepřijal švédské občanství ani žádné královské tituly. Jako soukromá osoba nemá žádné oficiální královské povinnosti. V roce 2014 se zúčastnil, po boku své ženy, oficiálních oslav u příležitosti předávání Nobelových cen. Jako soukromá osoba pokračuje ve své kariéře ve finančnictví.